# 下坪乡 (中方县)
下坪乡，是中华人民共和国湖南省怀化市中方县下辖的一个乡镇级行政单位。

## 行政区划
下坪乡下辖以下地区：
葛庄村、下坪村、梁红村、清水村、水田村、桥上村、良坪村、壮稻村和中方县工业园区社区。